# Strigocis
Strigocis is een geslacht van kevers in de familie houtzwamkevers (Ciidae). De wetenschappelijke naam van het geslacht werd in 1917 gepubliceerd door Charles Dury.

## Soorten
- S. bicornis (Mellié, 1849)
- S. bilimeki (Reitter, 1878)
- S. opacicollis Dury, 1917
- S. opalescens (Casey, 1898)
- S. tokunagai (Nobuchi, 1960)